# Joachim Morsius
Joachim Morsius, latinisiert aus Mors oder Moers, Pseudonym: Anastasius Philarethes Cosmopolita (* 3. Januar 1593 in Hamburg; † vermutlich gegen Ende 1643 auf Schloss Gottorf) war ein deutscher Universalgelehrter mit theosophischen Ansichten.

## Leben und Wirken
Morsius war der jüngste Sohn von Jacob Mors, einem reichen Goldschmied, Zeichner und Kupferstecher in Hamburg. Der Vater ließ ihn, dessen Begabung schon zeitig erkennbar war, zunächst privat unterrichten; ob er auch die Lateinschule des Johanneums besucht hat, ist ungewiss. Im April 1610 ging Morsius an die Universität Rostock, um dort Theologie zu studieren, betrieb aber vor allem humanistische und naturwissenschaftliche Studien. Hier wurde Joachim Jungius sein Lehrer. Er studierte auch kurz an den Universitäten Leipzig und Jena. 1615 übernahm er als erster Universitätsbibliothekar die Verwaltung der Universitätsbibliothek Rostock, gab dieses Amt aber schon bald (1618?) wieder auf. Er heiratete eine reiche Frau aus Dithmarschen, die er jedoch schon vor 1617 wieder verließ. In den folgenden Jahren trieb ihn sein unruhiges Wesen, welches ihm längeren Aufenthalt an einer Stelle unerträglich erscheinen ließ, von Ort zu Ort. So war er in Stettin, Hamburg und Leyden, 1618 in Dänemark und Pommern, 1619 auf der Dordrechter Synode, dann in London, Oxford und Cambridge; in Cambridge erhielt er den Magistergrad. Nach 1620 hielt er sich in Hamburg und ab 1623 in Lübeck auf, wo er zunächst vom Rektor Johann Kirchmann und dem späteren Ratsherrn Leonhard Elver unterstützt wurde; er gab sich jedoch bald ganz der mystischen Spekulation hin und wurde Mittelpunkt eines kleinen Kreises von Anhängern Jakob Böhmes und Rosenkreuzern, zu dem Balthasar Walther und Johann Staritius von auswärts hinzukamen, was schließlich 1624 auf Drängen des Superintendenten Nikolaus Hunnius zu seiner Ausweisung führte. 1627 finden wir ihn wieder in Kopenhagen, 1628 in Leyden.
In allen diesen Städten stand Morsius in lebhaftem Austausch mit den bedeutendsten Gelehrten der Zeit, denen er reiche Geschenke machte. Er wurde bald bekannt durch die von ihm herausgegebene Schriften, etwa von Hugo Grotius, Joseph Justus Scaliger und Isaac Casaubon. Bald war jedoch sein Vermögen aufgebraucht, und seine Familie ließ ihn 1629 wegen Verschwendung vor den Hamburger Rat zitieren; bei seinem Proteste gegen diese seiner Meinung nach unberechtigte Vorladung fand er Unterstützung bei angesehenen Hamburger Gelehrten wie Friedrich Lindenbrog und Johann Huswedel. Seit dem Tod seines Vaters 1612 lebte er mit seiner Familie ständig im Streit.
1630 lebte er in Frankfurt und Straßburg, in den nächsten Jahren in Holstein und Dänemark. Als er 1633 wieder nach Lübeck kam, wurde er hier dem Rat angezeigt, weil er Schwärmerei treibe und magische und fanatische Bücher verbreite; nachdem das Ministerium Tripolitanum, die Geistlichkeit der Städte Lübeck, Hamburg und Lüneburg, im April 1633 in Mölln ein gemeinsames Vorgehen gegen die Neuen Propheten verabredete und Morsius’ Schriften mit denen anderer auf eine Art Index Librorum Prohibitorum setzten, verließ er die Stadt freiwillig.
Im Frühjahr 1636 ließ ihn der Hamburger Rat mit Amtshilfe durch die Lübecker Behörden wieder vor sich zitieren und sperrte ihn auf Antrag seines Bruders Jacob Morsius, der inzwischen das väterliche Goldschmiedegeschäft durch Juwelenhandel, Waffenlieferungen und Bankgeschäfte erweitert hatte, in den Pesthof auf Hamburg-St. Pauli ein. Offenbar durch Vermittlung des Königs Christian IV. von Dänemark wurde er um 1640 aus dieser Haft befreit; seit dieser Zeit hielt er sich in verschiedenen holsteinischen und schleswigschen Orten auf. Er starb wohl Anfang 1644 eines plötzlichen Todes in Gottorp; sein genaues Todesdatum ist jedoch unsicher.

## Nachlass
1648 stellte der Lübecker Rat die hohe Summe von 1500 Gulden zur Verfügung, um seine nachgelassene umfangreiche Bibliothek mit zahlreichen magischen Schriften und über 700 Briefen für die Stadtbibliothek zu erwerben – trotz oder vielleicht gerade wegen seiner nonkonformistischen Interessen.
Auf seinen Reisen brachte Morsius eine überaus umfangreiche Sammlung von Autographen, Kupferstichen, Holzschnitten, Gelegenheitsdrucken und ähnlichen Raritäten in Form eines Klebebandes nach Art eines Stammbuchs zusammen. Später fügte er mannigfache Zusätze, kleine biographische Notizen, Kopien von Lobgedichten und anderes mehr hinzu. Die Sammlung mit 779 Einträgen und 113 Bildnissen, die ursprünglich einen unförmlich dicken Band ausmachte, teilte Jacob von Melle, der ihn von seinem Schwiegervater Samuel Pomarius erhalten hatte und der Lübecker Stadtbibliothek übergab, in vier Bände; und diesen fügte er seinerseits in einem fünften Bande ein dreifaches Register bei. Das Album Morsianum gilt als eine der wichtigsten Quellen für die pansophische Bewegung der Zeit.

## Schriften
- (Hrsg.) Joannis Brentii Theologi Celeberrimi Epistola De Exilio Suo Nunc primum edita ex Bibliotheca Joachimi Morsii. Rostock: Richel 1616

Digitalisat, Universitäts- und Landesbibliothek Sachsen-Anhalt
- Speculum consiliorum Hispanicorum … productum in lucem a J. M. Lugduni 1617
- Anastasius Philarethes Cosmopolita: Epistola sapientissimae fratrum rosae crucis sociatit remissa. ca. 1620
- Anastasius Philarethes Cosmopolita: Nuncius Olympicus. Von etzlichen geheimen Büchereien und Schrifften/ so ein fürnehmer Gottesgelerter und hocherleuchteter berümbter Theosophus und Medicus, in Theosophia, Cabala, Magia, Chemia, Medicina und Pilologia, durch viel beschwerliche Reisen unnd große Unkostung/ Ecclesiae und Reip. literariae commodo zusammen gebracht/ darin die größte Himlische unnd Irrdische Weißheit begriffen ist. 1626[6]
- Idea actionis corporum.

### Album Morsianum
- Joachimi Morsii Album Academicum et Apodemicum.
  - Tomus I. Digitalisat
  - Tomus II. Digitalisat
  - Tomus III.
  - Tomus IV. Digitalisat